# Авока (Вісконсин)
Авока (англ. Avoca) — селище (англ. village) в США, в окрузі Айова штату Вісконсин. Населення — 553 особи (2020).

## Географія
Авока розташована за координатами 43°11′16″ пн. ш. 90°19′35″ зх. д. / 43.18778° пн. ш. 90.32639° зх. д. (43.187676, -90.326345).  За даними Бюро перепису населення США в 2010 році селище мало площу 6,32 км², з яких 5,98 км² — суходіл та 0,34 км² — водойми.

## Демографія
Згідно з переписом 2010 року, у селищі мешкало 637 осіб у 261 домогосподарстві у складі 169 родин. Густота населення становила 101 особа/км².  Було 347 помешкань (55/км²).
Расовий склад населення:
| - 96,4 % — білих - 1,7 % — азіатів - 0,3 % — чорних або афроамериканців |

До двох чи більше рас належало 1,1 %. Частка іспаномовних становила 1,9 % від усіх жителів.
За віковим діапазоном населення розподілялося таким чином: 24,8 % — особи молодші 18 років, 58,6 % — особи у віці 18—64 років, 16,6 % — особи у віці 65 років та старші. Медіана віку мешканця становила 39,4 року. На 100 осіб жіночої статі у селищі припадало 102,2 чоловіків;  на 100 жінок у віці від 18 років та старших — 95,5 чоловіків також старших 18 років.
Середній дохід на одне домашнє господарство  становив 41 584 долари США (медіана — 34 211), а середній дохід на одну сім'ю — 45 919 доларів (медіана — 34 934). Медіана доходів становила 41 250 доларів для чоловіків та 26 591 долар для жінок. За межею бідності перебувало 21,3 % осіб, у тому числі 46,1 % дітей у віці до 18 років та 5,6 % осіб у віці 65 років та старших.
Цивільне працевлаштоване населення становило 223 особи. Основні галузі зайнятості: виробництво — 25,6 %, роздрібна торгівля — 24,7 %, освіта, охорона здоров'я та соціальна допомога — 15,2 %, будівництво — 10,3 %.